# Gonda György (színművész, 1942)
Gonda György névvariáns: ifj. Gonda György (Budapest, 1942. június 28. –) magyar színművész.

## Életpályája
1960-1964 között a Színház- és Filmművészeti Főiskola színművész, 1974-1977 között színházelmélet szakos hallgatója volt. 1964-1970 között a Miskolci Nemzeti Színház, 1970-1971 között a Békés Megyei Jókai Színház, 1972-1973 között a Bartók Színtársulat tagja volt. Ezután a kaposvári Irodalmi Színpadon szerepelt. 1981-1983 között a Játékszín, majd 1984-1985 között a kecskeméti Katona József Színház tagja volt. 1986-tól szabadúszó.
Édesapja Gonda György (1902-1970) szintén színész volt. Édesanyja, Radó Piri a Belvárosi Színház titkárnője volt. Felesége Dobos Ildikó színésznő volt, akitől elvált. Közös gyermekeik: Gonda Zsolt (1966) autóversenyző és Gonda Gáspár (1973) ügyvéd.

## Főbb színházi szerepei
- Aljosa (Gorkij: Éjjeli menedékhely)
- Nyikolaj Rosztov (Tolsztoj–Pistator: Háború és béke)
- Orlando (Sh.: Ahogy tetszik)

## Fontosabb filmes és televíziós szerepei
- A Noszty fiú esete Tóth Marival (1960)
- A Tenkes kapitánya (1964)
- Princ, a katona (1966-1967)
- Egy óra múlva itt vagyok (1971)
- Forró vizet a kopaszra! (1972)
- Glória (1982)
- Liszt Ferenc (1982)
- Jób lázadása (1983)
- Különös házasság (1984)
- A falu jegyzője (1986)
- Szomszédok (1987)